# جون رونالد هاميلتون
جون رونالد هاميلتون (بالإنجليزية: John Ronald Hamilton)‏ هو سياسي نيوزلندي، ولد في 1871، وتوفي في 1940. انتخب عضو مجلس النواب النيوزيلندي.